# Black on Both Sides
Black on Both Sides är Mos Defs debutalbum som soloartist. Det släpptes 12 oktober 1999 på Rawkus Records.

## Låtlista
| Nr  | Titel                        | Producent(er)                              | Längd |
| --- | ---------------------------- | ------------------------------------------ | ----- |
| 1.  | Fear Not of Man              | Mos Def                                    | 4:28  |
| 2.  | Hip Hop                      | Diamond D, Mos Def*                        | 3:16  |
| 3.  | Love                         | 88-Keys                                    | 4:23  |
| 4.  | Ms. Fat Booty                | Ayatollah                                  | 3:43  |
| 5.  | Speed Law                    | 88-Keys                                    | 4:16  |
| 6.  | Do It Now (med Busta Rhymes) | Mr. Khaliyl                                | 3:49  |
| 7.  | Got                          | Ali Shaheed Muhammad                       | 3:27  |
| 8.  | Umi Says                     | Mos Def, David Kennedy                     | 5:10  |
| 9.  | New World Water              | Psycho Les                                 | 3:11  |
| 10. | Rock n Roll                  | Psycho Les, Mos Def*                       | 5:02  |
| 11. | Know That (med Talib Kweli)  | Ayatollah                                  | 4:03  |
| 12. | Climb (med Vinia Mojica)     | DJ Etch-A-Sketch, Mos Def*, Weldon Irvine* | 4:02  |
| 13. | Brooklyn                     | Ge-ology, Mos Def, David Kennedy           | 5:09  |
| 14. | Habitat                      | DJ Etch-A-Sketch                           | 4:39  |
| 15. | Mr. Nigga (med Q-Tip)        | D-Prosper, Mos Def*                        | 5:12  |
| 16. | Mathematics                  | DJ Premier                                 | 4:06  |
| 17. | May–December                 | 88-Keys, Mos Def                           | 3:29  |

*Medproducent